# NGC 2273
NGC 2273 (również UGC 3546, PGC 19688) – galaktyka spiralna z poprzeczką (SBa), znajdująca się w gwiazdozbiorze Rysia. Odkrył ją Nils Christofer Dunér 15 września 1867 roku. Jest zaliczana do galaktyk Seyferta typu 2.
Znajdujące się w okolicy galaktyki PGC 19397 i PGC 19579 są czasem nazywane NGC 2273A i NGC 2273B.